# Il vecchio e il nipotino
Il vecchio nonno e il nipotino è una fiaba dei fratelli Grimm, la numero 78 della loro antologia Le fiabe del focolare.

## Trama
La fiaba narra di un uomo che, ormai anziano ed invalido, era diventato incapace di mangiare in maniera pulita ed ordinata: il figlio e la nuora ne erano così disgustati che decisero di relegarlo ad un angolino isolato della cucina, per giunta munito solo di una scodella di scarsa qualità. Un giorno, dopo l'ennesimo rimprovero, il figlio e la nuora dell'anziano notarono il proprio figlio di quattro anni che raccoglieva del legno, e alla domanda su cosa stesse facendo, il bimbo rispose che stava costruendo un piccolo trogolo per far mangiare i genitori quando loro sarebbero invecchiati. Da quel giorno l'anziano ritornò a mangiare a tavola con il resto della famiglia.